# Lip Lock
Lip Lock è il quarto album in studio della rapper statunitense Eve, pubblicato il 14 maggio 2013 dall'etichetta discografica indipendente From the Rib, creata dalla stessa Eve.

## Descrizione
Nel 2007 era prevista la pubblicazione del quarto album in studio di Eve, dal titolo Here I Am, sotto l'etichetta Interscope, che aveva pubblicato i precedenti tre album della rapper. Vennero pubblicati due singoli, Tambourine e Give It to You, ma in seguito a numerosi scontri e problemi tra Eve e la casa discografica, l'album non venne pubblicato, portando Eve ad abbandonare la Interscope nel 2009. Solo nel 2013 Eve è riuscita a pubblicare il disco creando l'etichetta indipendente From The Rib. Si tratta dunque del primo album dell'artista in undici anni: l'ultimo suo album Eve-Olution venne infatti pubblicato nel 2002. Molte canzoni dell'album presentano collaborazioni con diversi artisti, fra cui Missy Elliot, Snoop Dogg, il cantante dei Cobra Starship Gabe Saporta, Juicy J e Pusha T.
Essendo un progetto indipendente, l'album non è stato sostenuto da un alto budget; Eve non ha potuto dunque promuovere il progetto con frequenti esibizioni e apparizioni pubbliche, limitandosi ad interviste radiofoniche negli Stati Uniti e in Inghilterra. Ciò ha portato ad una scarsa visibilità verso il suo ritorno discografico e a scarso successo commerciale.

## Singoli
L'album è stato anticipato dal singolo promozionale She Bad Bad, pubblicato nell'ottobre 2013. In seguito sono stati estratti dall'album due singoli ufficiali: il 29 febbraio 2014 è stato pubblicato Make It Out This Town, che vede la partecipazione di Gabe Saporta, cantante della band Cobra Starship, mentre il 30 aprile è uscito EVE, con la partecipazione dell'artista giamaicana Miss Kitty.

## Tracce
1. Eve (feat. Miss Kitty)
2. She Bad Bad
3. Make It Out This Town (feat. Gabe Saporta of Cobra Starship)
4. All Night (feat. Claude Kelly & Propain)
5. Keep Me From You (feat. Dawn Richard)
6. Wanna Be (feat. Missy Elliott & Nacho)
7. Mama In The Kitchen (feat. Snoop Dogg)
8. Grind Or Die
9. Zero Below
10. Forgive Me
11. Never Gone (feat. Chrisette Michele)
12. She Bad Bad (feat. Pusha T & Juicy J) (remix)